# Colobe
Taxons concernés
Parmi la sous-famille des Colobinae:
- les espèces des genres
  - Colobus
  - Piliocolobus
  - Procolobusmodifier

Ne doit pas être confondu avec Cobol.
Les colobes sont des singes de l'Ancien Monde de la famille des cercopithecidés.
Le terme « colobe » s'applique en français aux espèces africaines de la sous-famille des Colobinae (« colobinés africains ») qui étaient historiquement toutes classées dans le genre unique Colobus. Les différences morphologiques puis génétiques observées au sein de ce groupe ont conduit, dès la fin du XIXe siècle, à la séparation de certains taxons dans les genres Procolobus et Piliocolobus.
La place exacte et le rang occupés par les nombreux spécimens décrits ne font pas encore consensus parmi les spécialistes, de même qu'est encore peu claire la question des liens qu'entretiennent ces primates avec les colobinés asiatiques.

## Étymologie et dénominations
« Colobe » est la transcription en français du latin scientifique Colobus, terme choisi par le zoologiste allemand Johann Illiger en 1811 pour classifier ces primates. Le mot est construit à partir du grec κολοϐός qui signifie « mutilé », car on observe un fort rétrécissement du pouce par rapport aux autres doigts de la main. Le genre Colobus est à l'origine de plusieurs termes comme l'ancienne famille des colobidés (Colobidae) et l'actuelle sous-famille des colobinés (Colobinae).
Le  Trésor de la langue française informatisé (TLFI) décrit le colobe comme étant un « singe d'Afrique » caractérisé par « l'atrophie du pouce des membres antérieurs ». Il précise aussi que « les poils sont utilisés dans l'industrie de la fourrure ».

### Noms français et noms scientifiques correspondants
Liste alphabétique des noms vulgaires ou des noms vernaculaires attestés en français.

Note : certaines espèces ont plusieurs noms et, les classifications évoluant encore, certains noms scientifiques ont peut-être un autre synonyme valide.
- Colobe d'Abyssinie - voir Colobe guéréza[3],[4]
- Colobe d'Angola - Colobus angolensis[3],[4]
- Colobe bai - Procolobus badius (syn. Piliocolobus badius)[3],[4]
- Colobe bai d'Afrique occidentale - voir Colobe bai, sous-espèce Piliocolobus badius badius[3],[5]
- Colobe d'Afrique de l'Ouest - voir Colobe à longs poils[4]
- Colobe bai de Kirk - voir Colobe roux de Zanzibar[3]
- Colobe bai à mains noires - Piliocolobus tholloni[3]
- Colobe bai de Pennant - voir Colobe bai de Zanzibar[3]
- Colobe bai de Tana - voir Colobe bai à tête rousse[6]
- Colobe bai de Temminck - voir Colobe bai, sous-espèce Piliocolobus badius temminckii[5]
- Colobe bai de Thollon - voir Colobe bai à mains noires[5]
- Colobe bai à tête rousse - Procolobus rufomitratus (syn. Piliocolobus rufomitratus)[3]
- Colobe bai de Zanzibar - Procolobus pennantii (syn. Piliocolobus pennantii)[3]
- Colobe blanc-et-noir d'Afrique occidentale (ou Colobe noir-et-blanc d'Afrique occidentale) - voir Colobe à longs poils[3]
- Colobe à camail - voir Colobe à longs poils[3]
- Colobe à épaules blanches - voir Colobe guéréza[3]
- Colobe guéréza - Colobus guereza[3],[4],[5]
- Colobe à longs poils - Colobus polykomos[3]
- Colobe magistrat  - Colobus polykomos[4] et Colobus vellerosus[4]
- Colobe noir  - Colobus satanas[3],[4] ou Colobus polykomos[3]
- Colobe noir-et-blanc d'Angola (ou Colobe noir-et-blanc angolais) - voir Colobe d'Angola[3]
- Colobe rouge - voir Colobe bai[3],[4]
- Colobe rouge d'Ouganda - voir Colobe bai à tête rousse, sous-espèce Piliocolobus rufomitratus tephrosceles[5]
- Colobe roux du Cameroun - Procolobus preussi (syn. Piliocolobus preussi)[3]
- Colobe roux de la Tana - voir Colobe bai à tête rousse[3]
- Colobe roux de Zanzibar - Piliocolobus kirkii[3]
- Colobe satan - Colobus satanas[3],[7]
- Colobe de Van Beneden - voir Colobe vert[3]
- Colobe vert - Procolobus verus[3],[5]
- Colobe vrai - voir Colobe vert[3]
- Colobe vert olive - voir Colobe vert[3]
- etc.

## Description
Le colobe est un singe très agile. Les longues fourrures noires de ces singes sont entourées de fers à cheval blancs qui se rejoignent dans le bas du dos. 

## Comportement et écologie
Les caractéristiques générales des colobes sont celles des Colobinae, avec des différences pour chaque espèce : voir les articles détaillés pour plus d'informations, notamment sur leur constitution physique ou leur mode de vie respectif.
Ils vivent dans des harems (en) polygynes.

### Caractéristiques communes
Par « colobes » on désigne communément des singes arboricoles d'assez grande taille, munis de longues queues non préhensiles vivant en Afrique subsaharienne des genres Colobus et Procolobus. Cependant, la distinction est mince avec leurs équivalents asiatiques qu'on dénomme semnopithèques et langurs, dont le représentant le plus connu est probablement l'entelle. En effet, ils ont les mêmes caractéristiques physiques, à savoir une taille comparable, une longue queue susceptible de servir de balancier dans la locomotion arboricole et surtout le régime alimentaire. Celui-ci est fait presque exclusivement de feuilles et nécessite des adaptations anatomiques proches de celles des ruminants au niveau de la division de l'estomac en plusieurs poches afin de parvenir à digérer la cellulose. La principale conséquence comportementale de ce régime alimentaire peu énergétique est la forte proportion de temps alloué à soit recueillir la quantité de nourriture suffisante, soit à digérer. L'activité sociale de ces espèces est donc moins riche que chez des singes proches morphologiquement comme les cercopithécidés mais qui eux bénéficient d'un régime alimentaire composé de fruits, plus énergétiques et digestibles.

## Classification
| Nom vernaculaire                 | Protonyme                                  | Selon Grubb et al. (2003) | Selon Groves (2005) |
| -------------------------------- | ------------------------------------------ | --- | --- |
| Colobe magistrat                 | Cebus polykomos Zimmerman, 1780            | - Colobus polykomos | - Colobus polykomos |
| Colobe bai d'Afrique occidentale | Simia badius Kerr, 1792                    | - Procolobus badius - Procolobus badius badius - Procolobus badius temminckii - Procolobus badius waldroni | - Piliocolobus badius - Piliocolobus badius badius - Piliocolobus badius temminckii - Piliocolobus badius waldronae |
| Colobe de Geoffroy               | Semnopithecus vellerosus I. Geoffroy, 1834 | - Colobus vellerosus | - Colobus vellerosus |
| Colobe guéréza                   | Colobus guereza Rüppell, 1835              | - Colobus guereza - Colobus guereza guereza - Colobus guereza caudatus - Colobus guereza dodingae - Colobus guereza gallarum - Colobus guereza kikuyuensis - Colobus guereza matschiei - Colobus guereza occidentalis - Colobus guereza percivali | - Colobus guereza - Colobus guereza guereza - Colobus guereza caudatus - Colobus guereza dodingae - Colobus guereza kikuyuensis - Colobus guereza matschiei - Colobus guereza occidentalis - Colobus guereza percivali |
| Colobe bai de Pennant            | Colobus pennantii Waterhouse, 1838         | - Procolobus pennantii - Procolobus pennantii pennantii - Procolobus pennantii bouvieri - Procolobus pennantii epieni | - Piliocolobus pennantii - Piliocolobus pennantii pennantii - Piliocolobus pennantii bouvieri - Piliocolobus pennantii epieni                                                                                          |
| Colobe noir                      | Colobus satanas Waterhouse, 1838           | - Colobus satanas - Colobus satanas satanas - Colobus satanas anthracinus | - Colobus satanas - Colobus satanas satanas - Colobus satanas anthracinus |
| Colobe de Van Beneden            | Colobus verus Van Beneden, 1838            | - Procolobus verus | - Procolobus verus |
| Colobe noir-et-blanc d'Angola    | Colobus angolensis P. Sclater, 1860        | - Colobus angolensis - Colobus angolensis angolensis - Colobus angolensis cordieri - Colobus angolensis cottoni - Colobus angolensis palliates - Colobus angolensis prigoginei - Colobus angolensis ruwenzorii | - Colobus angolensis - Colobus angolensis angolensis - Colobus angolensis cordieri - Colobus angolensis cottoni - Colobus angolensis palliates - Colobus angolensis prigoginei - Colobus angolensis ruwenzorii         |
| Colobe bai de Zanzibar           | Colobus kirkii Gray, 1868                  | - Procolobus kirkii | - Piliocolobus kirkii |
| Colobe bai à tête rousse         | Colobus rufomitratus Peters, 1879          | - Procolobus rufomitratus - Procolobus rufomitratus rufomitratus - Procolobus rufomitratus tephrosceles - Procolobus rufomitratus tholloni - Procolobus rufomitratus foai - Procolobus rufomitratus ellioti - Procolobus rufomitratus langi - Procolobus rufomitratus lulidicus - Procolobus rufomitratus oustaleti - Procolobus rufomitratus parmentierorum | - Piliocolobus rufomitratus |
|                                  | Colobus tephrosceles Elliot, 1907          | - Procolobus rufomitratus - Procolobus rufomitratus rufomitratus - Procolobus rufomitratus tephrosceles - Procolobus rufomitratus tholloni - Procolobus rufomitratus foai - Procolobus rufomitratus ellioti - Procolobus rufomitratus langi - Procolobus rufomitratus lulidicus - Procolobus rufomitratus oustaleti - Procolobus rufomitratus parmentierorum | - Piliocolobus tephrosceles |
|                                  | Colobus tholloni Milne-Edwards, 1886       | - Procolobus rufomitratus - Procolobus rufomitratus rufomitratus - Procolobus rufomitratus tephrosceles - Procolobus rufomitratus tholloni - Procolobus rufomitratus foai - Procolobus rufomitratus ellioti - Procolobus rufomitratus langi - Procolobus rufomitratus lulidicus - Procolobus rufomitratus oustaleti - Procolobus rufomitratus parmentierorum | - Piliocolobus tholloni |
|                                  | Colobus foai de Pousargues, 1899           | - Procolobus rufomitratus - Procolobus rufomitratus rufomitratus - Procolobus rufomitratus tephrosceles - Procolobus rufomitratus tholloni - Procolobus rufomitratus foai - Procolobus rufomitratus ellioti - Procolobus rufomitratus langi - Procolobus rufomitratus lulidicus - Procolobus rufomitratus oustaleti - Procolobus rufomitratus parmentierorum | - Piliocolobus foai - Piliocolobus foai foai - Piliocolobus foai ellioti - Piliocolobus foai oustaleti - Piliocolobus foai parmentierorum - Piliocolobus foai semlikiensis                                             |
| Colobe bai d'Udzungwa            | Piliocolobus gordonorum Matschie, 1900     | - Procolobus gordonorum | - Piliocolobus gordonorum |
| Colobe bai de Preuss             | Piliocolobus preussi Matschie, 1900        | - Procolobus preussi | - Piliocolobus preussi |